# 아프가니스탄 국제은행

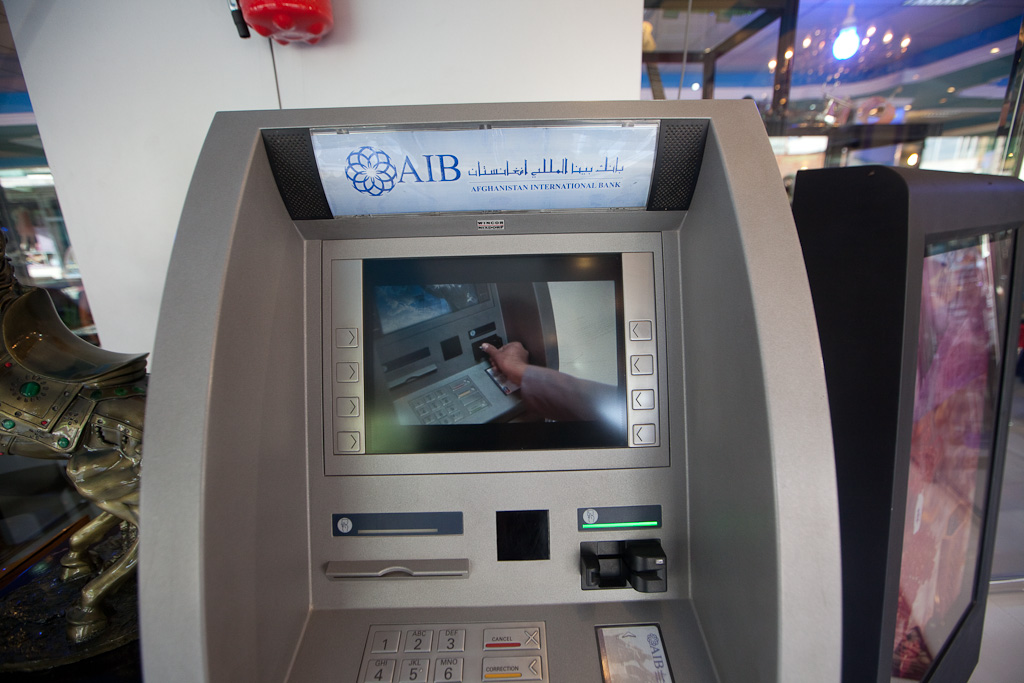
카불에 위치한 ATM

아프가니스탄 국제 은행 (Afghanistan International Bank, AIB)은 카불에 본점을 둔 아프가니스탄의 상업 은행이다. 아프가니스탄 국제 은행은 아프가니스탄의 주요 도시들에 7개의 지점을 두고 있다. AIB는 두 개의 아프간 기업과 한 개의 아프간/미국 합작 기업 그리고 아시아 개발 은행이 공동 주주로 참여하고 있다. 2004년에 창립하였다.
AIB는 다자기구, 유엔 예하 기구, 비정부 기구, 대사관, 외국 군대, 아프가니스탄 정부 기구, 해외와 국내 기업 등의 주고객으로 상업도매은행의 형태로 운영되고 있다.
은행은 카불 시의 와지르 악바르 칸 지구에 위치한 AIB 사무소에서 운영된다. 은행은 마자르이샤리프, 헤라트, 칸다하르, 잘랄라바드, 그리고 카불에 지점을 두고 있다.